# 井ノ頭通り

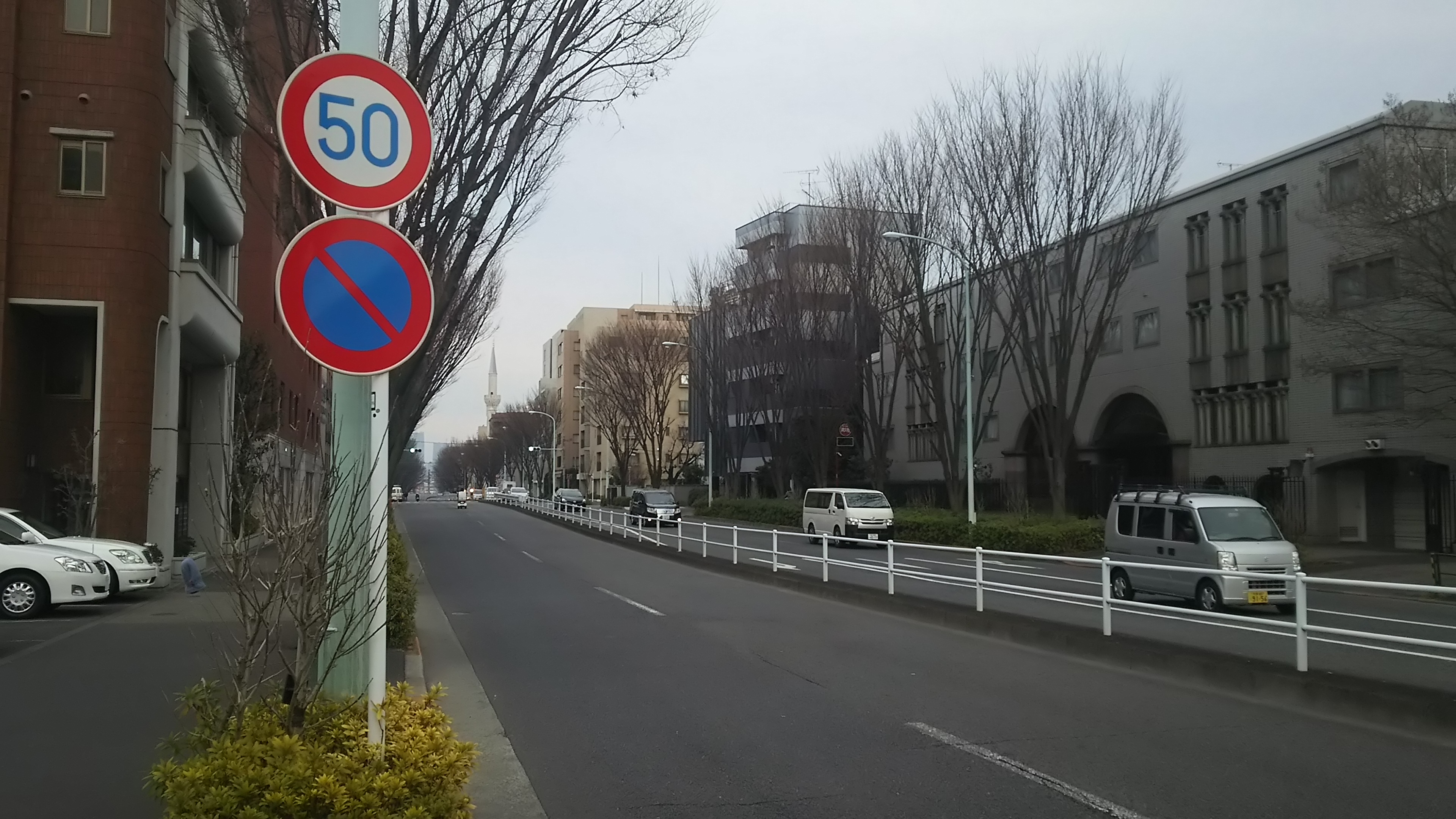
井ノ頭通り（渋谷区大山町付近）

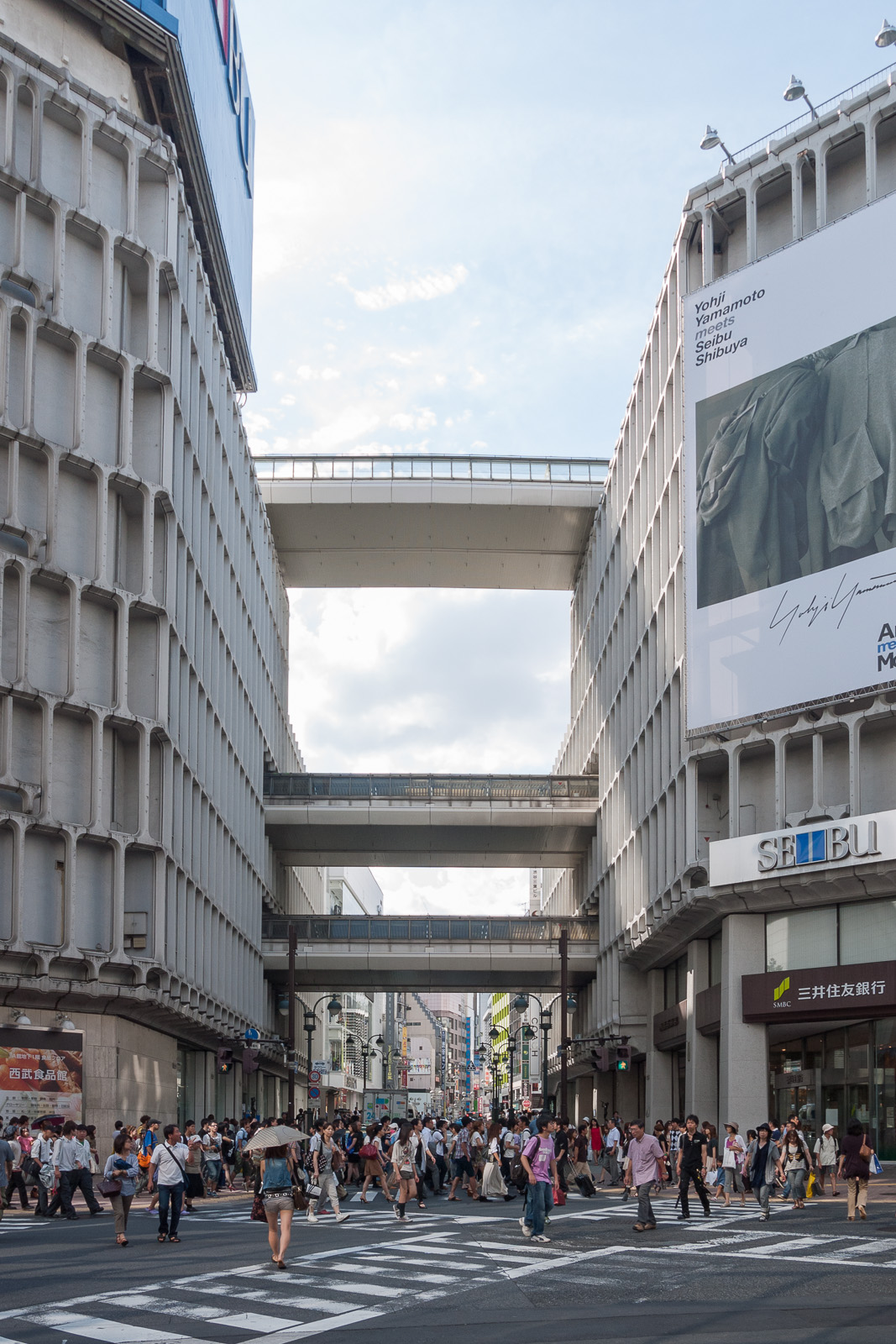
井ノ頭通りの起点（西武渋谷店前）

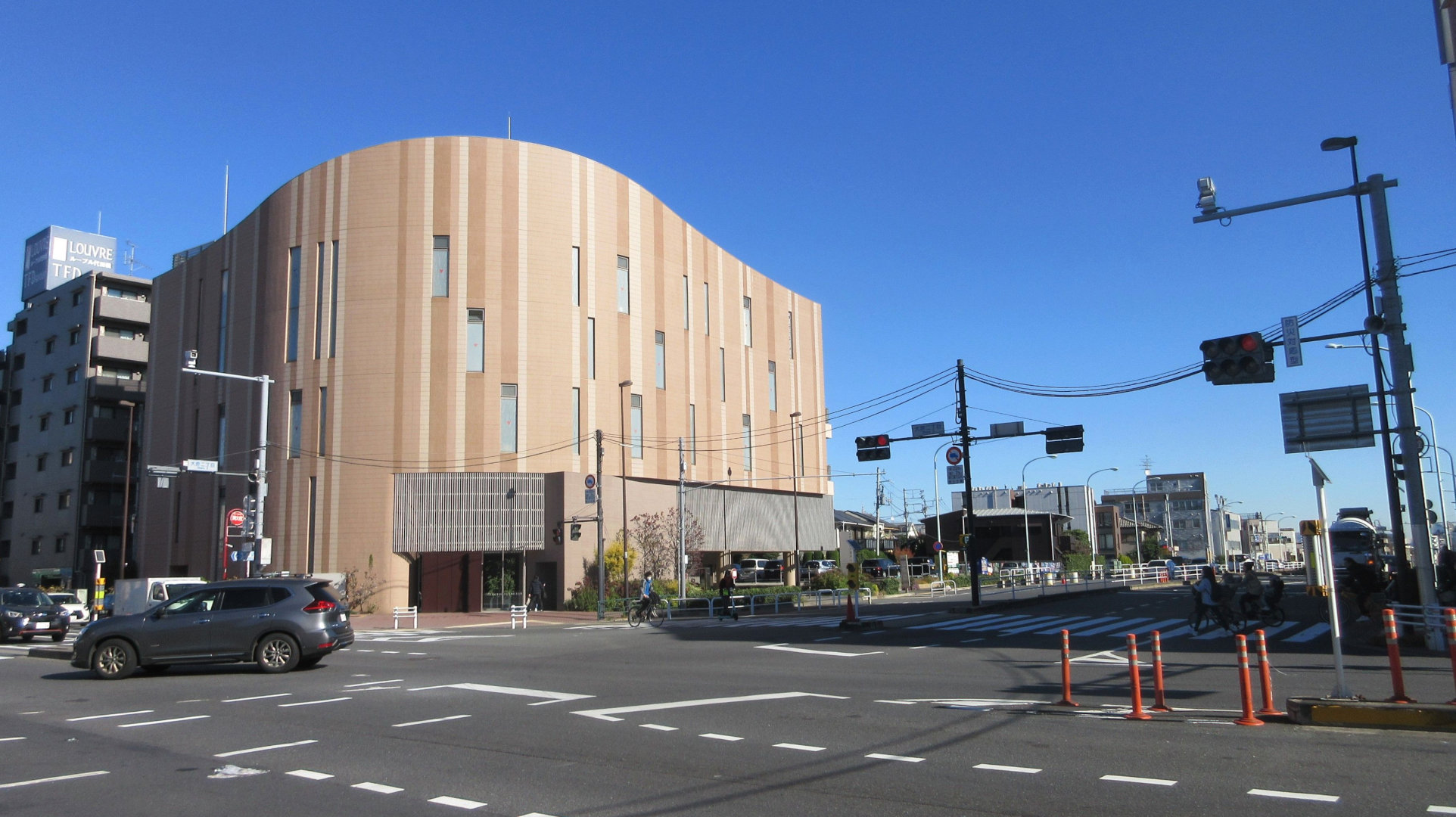
井之頭通りと環七通りの交差点(手前が環七)

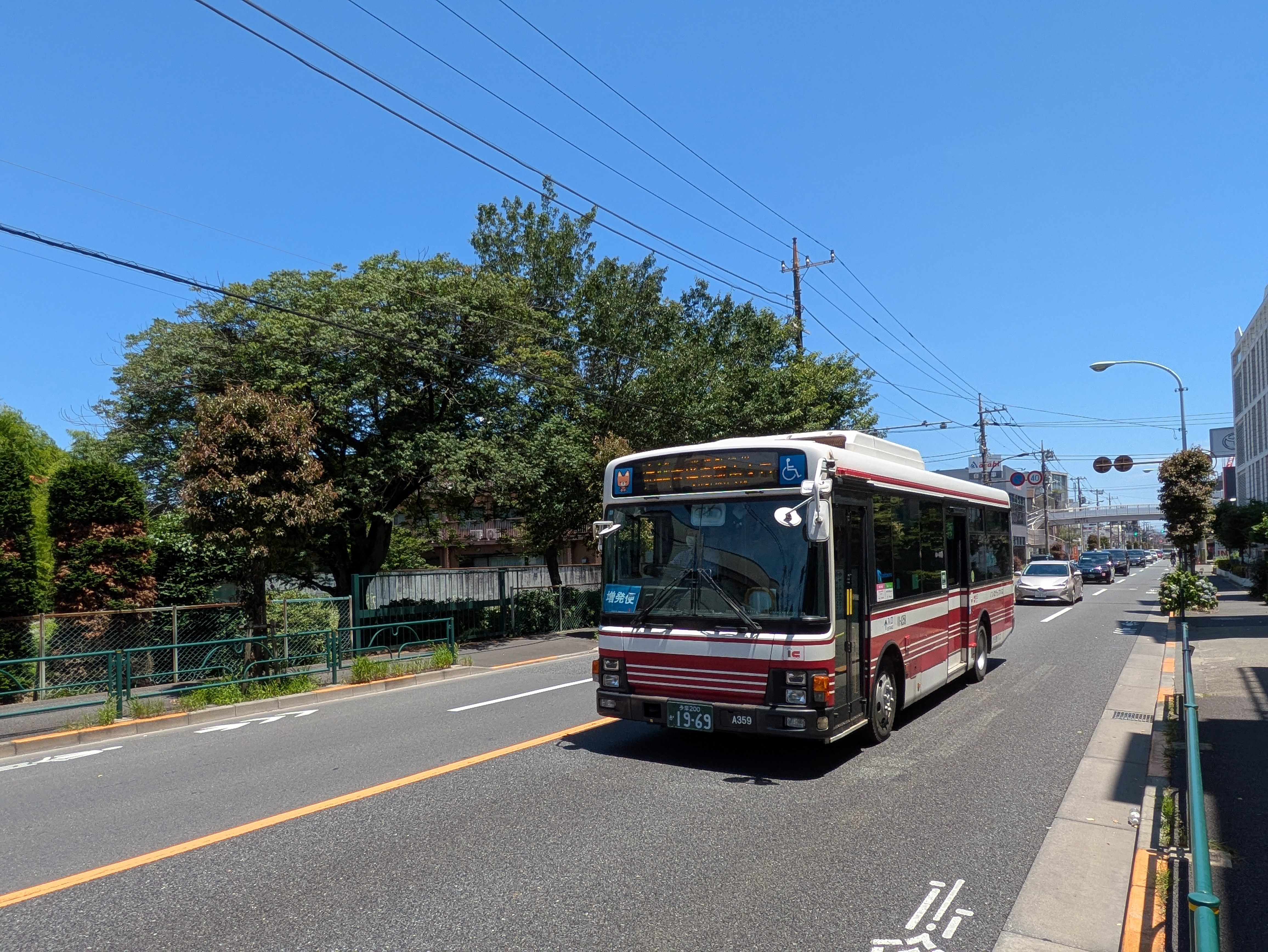
杉並区松庵の閑静な住宅街を通る井ノ頭通り（2025年6月）

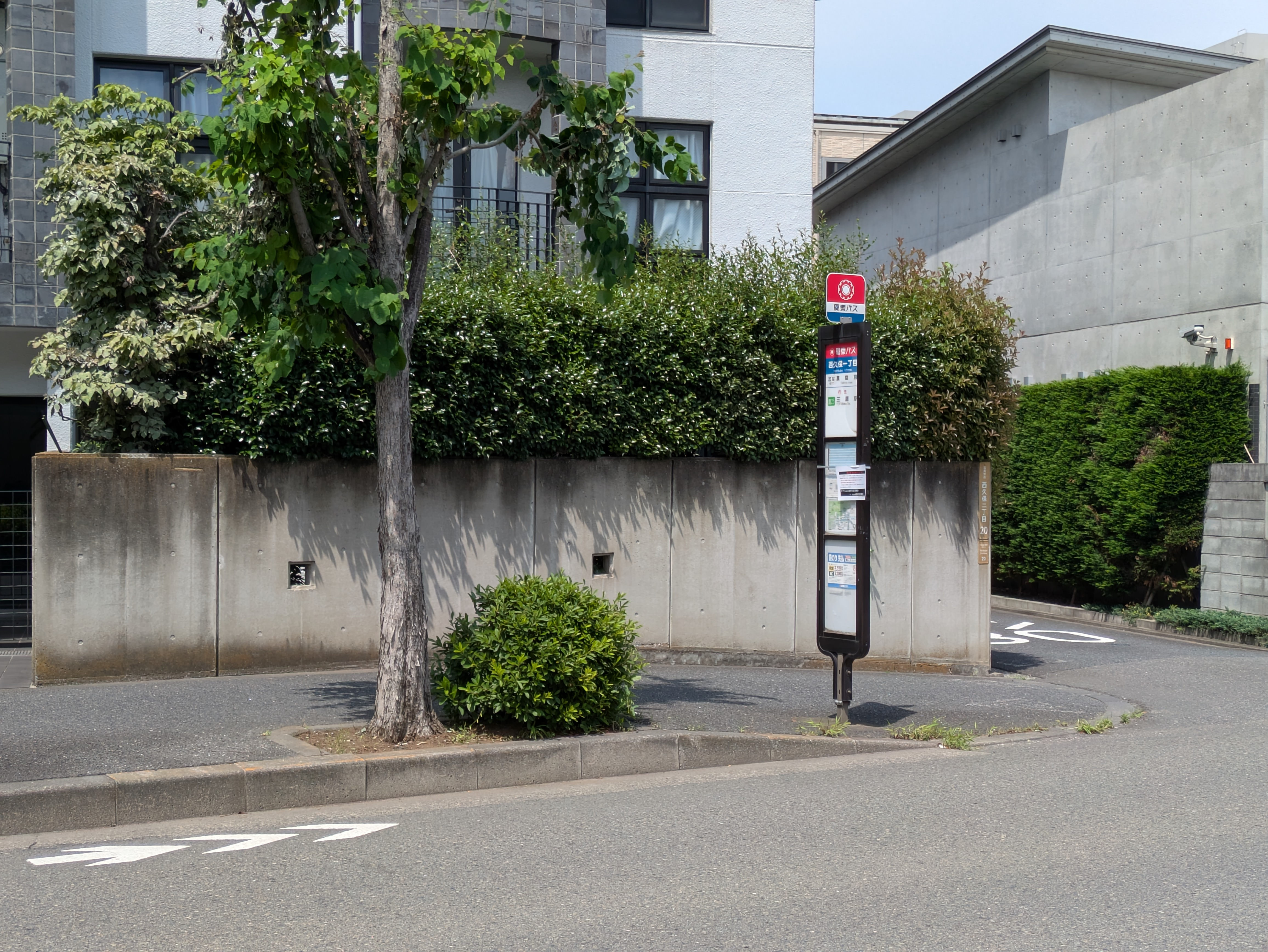
武蔵野市西久保 西久保1丁目バス停付近

井ノ頭通り（いのかしらどおり）は、東京都渋谷区宇田川町の渋谷駅前付近と武蔵野市関前の境浄水場付近を結ぶ道路の通称（東京都通称道路名設定公告整理番号33）。「井の頭通り」と表記されることもある。
境浄水場から和田堀給水所までの間に水道管を敷設するための施設用地を道路へ転用したため、以前は水道道路と呼ばれた。そのため大半の区間が直線的な道路である。のちに近衛文麿元首相が「井の頭街道」と命名し、さらに東京都により「井ノ頭通り」の通称が制定された。

## 区間
井ノ頭通りは、以下の3つの路線として管理されている。
1. 渋谷区道（渋谷駅前付近 - 代々木公園交番前交差点）東京都市計画道路幹線街路放射街路第23号線
2. 東京都道413号赤坂杉並線（東京都道14号新宿国立線が浜田山付近で一部重複）：渋谷区代々木公園交番前交差点 - 杉並区環八井の頭交差点　東京都市計画道路幹線街路補助線街路第53号線
3. 東京都道7号杉並あきる野線：杉並区環八井の頭交差点 - 武蔵野市関前五丁目交差点

上記1の路線は、ハンズ渋谷店前を通ることから「ハンズ通り」と俗称されることもある。
井ノ頭通りはこの先、NHKセンター下交差点（渋谷センター街の一部。ここまで一方通行）を通り、宇田川の流れに沿った形で代々木公園交番前交差点付近に至り、そこを左折して上記2の路線に入り、終点まで続くこととなる。
東京都道431号角筈和泉町線交点から吉祥寺駅付近までは片側2車線（合計4車線）である。吉祥寺駅南口で吉祥寺通りと接続する。
吉祥寺駅付近では東西両方向とも片側1車線で、吉祥寺駅付近の西行きのみ2車線になっている。2020年までは吉祥寺駅より東側で両方向とも片側2車線だったが、自転車通行を誘導する道路標示の追加に伴い、吉祥寺南病院付近より西側は片側1車線に変更された。このうち片側1車線はバス停留所になっており、路線バスの発着数も多いことから、実質は片側1車線の両側2車線になっている。信号のある横断歩道が多く、また違法駐停車も多いため、日常的に渋滞が発生している。

### 起点・終点
渋谷駅前を起点として吉祥寺駅を経由し、京王井の頭線がほぼ並行する。
- 起点 - 東京都渋谷区宇田川町（渋谷駅前付近）
- 終点 - 東京都武蔵野市関前5丁目（境浄水場付近）